# Cycas terryana
Cycas terryana — вид саговників, ендемік Центрального Квінсленду.